# 世紀娛樂國際
世紀娛樂控股有限公司，簡稱世紀娛樂國際控股和世紀娛樂國際（英語：Century Entertainment International Holdings Limited，港交所：959），在1976年，由多名投資者於香港成立當時經營電子產品，以及已結業的「佳信電子有限公司」（Kessel Electronics (HK) Ltd）。
現時經營於澳門、中國內地和全球博彩及娛樂等休閒行業。
主席及行政總裁為吳文新（別名吳偉和「街市偉」），也是當時和「崩牙駒」尹國駒合作經營賭場行業，後來變成不咬弦事件。
而上市名前身為「佳信科技集團有限公司」、「奧瑪仕控股有限公司」、「奧瑪娛樂控股有限公司」和「奧瑪仕國際控股有限公司」，股份於1997年10月3日於港交所主板上市。

## 事件
2002年4月25日，已除牌的裕豐國際當時收購前身「佳信科技」，以「白武士」身份，總代價為4000萬港元去進行重組、減債等方式；8月24日，復牌後，股價大幅82.5%或0.264港元，收盤報0.056港元（合股前）；到了12月17日和2003年4月初，廉政公署正式搜查3家企業，包括裕豐國際、金禾國際及富昌國際（三者為已除牌），主要牽涉有關欺詐、造市等情況，而令前身「嘉華銀行」的中信銀行國際勒令當時母公司清盤。
2005年，去世前的羅兆輝和「街市偉」欲投得澳門賭牌事宜，把希臘神話（澳門）娛樂集團股份有限公司，包括旗下希臘神話娛樂場（當時位於北京王府大飯店（前身「新世紀酒店」）內），以及賭牌項目計劃注入該公司，但股價由最高4.1港元，大幅下降至1.7港元。
2011年3月7日，該公司以1.3億港元出售Ace High Group Limited 當時持有100%股權，買家為吳文新。
2013年7月初，被已轉為網上版的《壹週刊》戲稱為「吸血股」，「排名」為第5位，合股次股為4次，最高股價為33,655港元，而「冠軍」為非前身「民豐控股」的民眾金服莫屬，合股連供股次數為13次，最高股價為4,036,872港元，笑稱為「大價股」（以上為經調整）。
2016年3月21日，過去官司更是多不勝數，主要涉及有關經濟息率糾紛。
2016年5月27日，該公司以1,000港元出售「利彩環球有限公司」（包括「南寧樂彩互動信息服務有限公司」資產），買家曾偉章（譯音），原因過去由2014年收購開始後也出現虧損；6月10日，由需要進行更多時間處理；6月22日，出售完成。
2016年7月22日，該公司遭澳門政府旅遊局臨時封閉北京王府大飯店，包括未能落實必要的消防安全措施及未能解決非法重建問題，惟有待評估。
2017年1月13日，北京王府大飯店前持有者澳門酒店投資有限公司，由於在2017年1月22日，不可能在期限屆滿前完成，故此把酒店牌照交還予澳門旅遊局。
2019年10月14日，該公司英文名稱由「Amax International Holdings Limited」更改 為「Century Entertainment International Holdings Limited」，本公司之第二名稱由「奧 瑪仕國際控股有限公司」更改為「世紀娛樂國際控股有限公司」，而2019年12月16日，該股份英文股份簡稱將由「AMAX INT HOLD」更改為「CENTURY ENT INT」，而中文股份簡稱將由「奧瑪仕國際」更改為「世紀娛樂國際」。

## 外部連結
- ceihldg.com （页面存档备份，存于）
- amaxkepo.com/